# 志賀八幡神社
志賀八幡神社（しがはちまんじんじゃ）は、滋賀県大津市滋賀里にある神社。正式名称は八幡神社。

## 祭神
- 主祭神 - 応神天皇

## 歴史
詳しい創建年代は不明であるが、社伝によると当社は天武天皇9年・白鳳9年（680年）に創建されたという。
徃古は大社であったとされている。「近江興地志略」によると当社はかつては正八幡宮と呼ばれていたようである。
元亀2年（1571年）9月に織田信長による比叡山焼き討ちの際に焼かれてしまい、建物のほか文書などがことごとく焼失している。
1944年（昭和19年）5月7日に隣家からの延焼により社宝や古文書類を格納していた倉庫が焼失したため、創建の由来などが分からなくなってしまった。

## 境内
- 本殿 - 一間社流造。
- 中門
- 拝殿
- 神輿庫
- 社務所

### 摂末社
- 若宮神社
- 樹下神社
- 稲荷神社
- 竈神社
- 山ノ神社

## 所在地
- 滋賀県大津市滋賀里1丁目17-1

## アクセス
- 京阪石山坂本線 滋賀里駅より徒歩約4分。